# Championnat du Nigeria féminin de football
Le Championnat du Nigeria de football féminin est une compétition de football féminin créée en  1990 opposant les meilleurs clubs du Nigeria.

## Palmarès
Le tableau suivant présente les champions et vice-champions du Nigeria par année : 
| Année | Champion                                                 | Vice-champion                                            | Meilleure buteuse                                                 |
| ----- | -------------------------------------------------------- | -------------------------------------------------------- | ----------------------------------------------------------------- |
| 1990  | Jegede Babes                                             |                                                          |                                                                   |
| 1991  |                                                          |                                                          |                                                                   |
| 1992  | Ufuoma Babes                                             |                                                          |                                                                   |
| 1993  | Ufuoma Babes                                             |                                                          |                                                                   |
| 1994  | Rivers Angels                                            | Jegede Babes                                             |                                                                   |
| 1995  | Ufuoma Babes                                             | Pelican Stars                                            |                                                                   |
| 1996  | Ufuoma Babes                                             |                                                          |                                                                   |
| 1997  | Pelican Stars                                            |                                                          |                                                                   |
| 1998  | Pelican Stars                                            |                                                          |                                                                   |
| 1999  | Pelican Stars                                            | FCT Queens                                               |                                                                   |
| 2000  | Pelican Stars                                            | FCT Queens                                               |                                                                   |
| 2001  | Pelican Stars                                            | FCT Queens                                               |                                                                   |
| 2002  | Pelican Stars                                            | FCT Queens                                               |                                                                   |
| 2003  | Delta Queens                                             | FCT Queens                                               |                                                                   |
| 2004  | Bayelsa Queens                                           | Pelican Stars                                            |                                                                   |
| 2005  | Pelican Stars                                            | Bayelsa Queens                                           |                                                                   |
| 2006  | Bayelsa Queens                                           | Nasarawa Amazons                                         |                                                                   |
| 2007  | Bayelsa Queens                                           | Nasarawa Amazons                                         |                                                                   |
| 2008  | Delta Queens                                             | Bayelsa Queens                                           |                                                                   |
| 2009  | Delta Queens                                             | Rivers Angels                                            |                                                                   |
| 2010  | Rivers Angels et Pelican Stars                           | Rivers Angels et Pelican Stars                           |                                                                   |
| 2011  | Delta Queens                                             | Rivers Angels                                            |                                                                   |
| 2012  | Delta Queens                                             | Rivers Angels                                            |                                                                   |
| 2013  | Nasarawa Amazons                                         | Rivers Angels                                            | Asisat Oshoala, Rivers Angels (6)                                 |
| 2014  | Rivers Angels                                            | Pelican Stars                                            | Amarachi Orjinma, Pelican Stars (17)                              |
| 2015  | Rivers Angels                                            | Bayelsa Queens                                           | Rafiat Sule, Bayelsa Queens (11)                                  |
| 2016  | Rivers Angels                                            | Nasarawa Amazons                                         | Rafiat Sule, Bayelsa Queens (9)                                   |
| 2017  | Nasarawa Amazons                                         | Delta Queens                                             | Charity Reuben, Ibom Angels Rasheedat Ajibade, FC Robo Queens (8) |
| 2018  | Bayelsa Queens                                           | Nasarawa Amazons                                         | Anam Imo, Nasarawa Amazons (8)                                    |
| 2019  | Rivers Angels                                            | Confluence Queens                                        | Anjor Mary, Bayelsa Queens (6)                                    |
| 2020  | Compétition annulée en raison de la pandémie de Covid-19 | Compétition annulée en raison de la pandémie de Covid-19 | Compétition annulée en raison de la pandémie de Covid-19          |
| 2021  | Rivers Angels                                            | Delta Queens                                             | Gift Monday, FC Robo Queens (10)                                  |
| 2022  | Bayelsa Queens                                           | Nasarawa Amazons                                         | Gift Monday, Bayelsa Queens (12)                                  |
| 2023  | Delta Queens                                             | Bayelsa Queens                                           |                                                                   |
| 2024  | Edo Queens                                               | Rivers Angels                                            |                                                                   |
| 2025  | Bayelsa Queens                                           | Nasarawa Amazons                                         |                                                                   |

## Tableau d'honneur
| Club             | Titres | Années                                         |
| ---------------- | ------ | ---------------------------------------------- |
| Pelican Stars FC | 8      | 1997, 1998, 1999, 2000, 2001, 2002, 2005, 2010 |
| Rivers Angels FC | 7      | 1994, 2010, 2014, 2015, 2016, 2019, 2021       |
| Delta Queens FC  | 6      | 2003, 2008, 2009, 2011, 2012, 2023             |
| Bayelsa Queens   | 6      | 2004, 2006, 2007, 2018, 2022, 2025             |
| Ufuoma Babes     | 4      | 1992, 1993, 1995, 1996                         |
| Nasarawa Amazons | 2      | 2013, 2017                                     |
| Jedege Babes     | 1      | 1990                                           |
| Edo Queens       | 1      | 2024                                           |